# 11. pehotna divizija (ZDA)
Za druge 11. divizije glejte 11. divizija.
11. pehotna divizija (angleško 11th Infantry Division) je bila fantomska pehotna divizija Kopenske vojske ZDA.

## Zgodovina
Divizija je bila ustanovljena v okviru operacije Fortitude.